# エメット・シア
エメット・シア（Emmett Shear、1983年 -  ）は、アメリカ合衆国の実業家。Justin.tv共同創業者兼CEO、Twitch InteractiveのCEOを務めていた。

## 来歴
ワシントン州シアトルで育つ。エバーグリーン・スクール・フォー・ギフテッド・チルドレンに通っていた時にジャスティン・カンと出会い、加速する数学のクラスとマジック:ザ・ギャザリングのプレイをしていた。
2005年にカンと共にイェール大学を卒業後、コンピューターサイエンスの学位を取得した。
2007年にカン、マイケル・セイベル、カイル・ボークトらと共にライブストリーミング配信サイト・Justin.tvを設立。カンのライフキャスティングを年中無休で配信していた。カンのライフキャスティングは8か月続き、パートナー4社は誰でもライブストリーミングを公開できるプラットフォームの提供に移行した。かつてはJustin.tvのCTOを務めていたが、SocialcamのCEOに就任したセイベルの後任として、2011年8月にJustin.tvのCEOに就任した。また、2014年8月5日にJustin.tvのサービスが終了するまで続いた。
2011年6月にJustin.tvはゲームコンテンツを「TwitchTV」としてスピンオフさせることを決定し、パブリックベータ版として「TwitchTV」を公開した。その後、Justin.tv, Inc.がTwitch Interactive, Inc.に社名変更され、引き続きCEOを務めていた。2014年9月、Twitch InteractiveをAmazonに対して9億7000万米ドルで売却した。
2023年3月、TwitchのCEOを退任した。後任は2019年からTwitchの社長を務めていたダン・クランシー。
2023年11月19日から21日までの間、OpenAIのCEOを務めていたサム・アルトマンの解任に伴い暫定CEOに就任したミラ・ムラティの後任として、同社の暫定CEOに就任したが、2023年11月21日にアルトマンがCEOに復帰。本人によると暫定CEO就任時間は55時間32分だった。